# Municipio de Lincoln (condado de Marshall, Kansas)
El municipio de Lincoln (en inglés, Lincoln Township) es un municipio ubicado en el condado de Marshall, Kansas, Estados Unidos. Según el censo de 2020, tiene una población de 145 habitantes.
Abarca una zona exclusivamente rural.

## Geografía
Está ubicado en las coordenadas 39°46′57″N 96°17′38″O / 39.78250, -96.29389. Según la Oficina del Censo de los Estados Unidos, tiene una superficie total de 92.43 km², de la cual 91.90 km² son tierra y (0.57 %) 0.53 km² son agua.

## Demografía
Según el censo de 2020, hay 145 personas residiendo en la zona. La densidad de población es de 1.58 hab./km². El 97.93 % de los habitantes son blancos y el 2.07 % son de una mezcla de razas. Del total de la población, el 0.69 % es hispano o latino.